# Stygnoplus meinerti
Stygnoplus meinerti is een hooiwagen uit de familie Stygnidae.